# Cronologia del catarisme
Aquest article recull la cronologia del catarisme, és a dir, les fites històriques del moviment dels càtars des de la seva aparició fins a la seva extinció.

## Segle X
- 958: Primera menció de l'existència de Puillorenç
- 980: Perapertusa fou conquerit per Oliba Cabreta de Besalú, que hi edificà un primer castell.
- 990: Aparició de la religió dels bogomils, que ja sostenien la concepció dualística maniquea de l'origen del món.

## Segle XI
- 1000: El camperol Leutard predica a la Xampanya.
- 1018: Berenguer Ramon I, comte de Barcelona (1018-1035)
- 1021: Primera menció de l'existència de Querbús
- 1022: El rei de França Robert II el Piadós condemna a la foguera 10 canonges heretges a Orleans.
- 1030: Gerard de Montforte i els seus seguidors són cremats a Milà per heretges.
- 1073: Pontificat de Gregori VII (1073-1085). Reforma gregoriana.

## Segle XII
- 1100: Vers el 1100, primera foguera d'un heretge bogomil a Constantinoble.
- 1101: Fundació de l'ordre de Fontevrault per Robert d'Arbrissel.
- 1111: El comte de Barcelona (futur rei d'Aragó) annexa el comtat de Besalú, comprenent en particular el Vallespir i la Fenolleda
- 1112: Sobirania del comte de Barcelona, Ramon Berenguer III el Gran, sobre Carcassona i Besiers malgrat les guerres feudals i les usurpacions.
- 1114: A Soissons, una multitud assaltà la presó on hi estaven tancats uns pagesos, sospitosos d'heretgia, per linxar-los.
- 1115: Entre 1115 i 1125, cremades d'heretges a Tolosa.
- 1117: Annexió del comtat de Cerdanya.
- 1119: En el Concili de Tolosa, Calixte II fa una crida a l'església a la lluita contra els heretges.
- 1120: De 1120 a 1125, aproximadament, prèdiques de Pierre de Bruis a la vall del Roine fins al Llenguadoc.
- 1131: Ramon Berenguer IV, comte de Barcelona (1131-1162)
- 1135: De 1135 a 1145, aproximadament, prèdiques del monjo Enric a la regió de Tolosa. Foguera col·lectiva d'heretges a Lieja.
- 1137: Lluís VII, rei de França (1137-1180)
- 1137: Ramon Berenguer IV és nomenat Príncep d'Aragó pel seu casament amb Peronella, filla del rei d'Aragó Ramir II.
- 1143: Foguera col·lectiva a Colònia.
- 1144: Foguera col·lectiva d'heretges a Lieja.
- 1145: Pontificat d'Eugeni III (1145-1153)
- 1145: El papa Eugeni III envià als països del Llenguadoc, en qualitat de legat, el cardenal Alberic d'Ostia, a l'efecte de tallar l'avançament de l'heretgia.
- 1145: Missió de Bernat de Claravall a les regions de Tolosa i l'Albí.
- 1147: El papa Calixte II predica contra el catarisme a Tolosa.
- 1147: Bernat de Claravall fa una prèdica contra els càtars.
- 1148: En el concili de Reims es condemna a aquells que hostatgin a les seves terres als heretges.
- 1148: Ramon Berenguer IV, comte de Barcelona, rep a Tarascon l'homenatge dels homes de la Provença, i comença una campanya per confirmar-lo com a senyor de Barcelona i de la Provença.
- 1148: Ramon V, comte de Tolosa (1148-1194)
- 1149: Reconquesta de Lleida i Fraga per part del comte Ramon Berenguer IV.
- 1150: Ramon Trencavell I, Vescomte de Besiers, heretà del seu germà Roger les terres d'Albí, Carcassona i Rasès.
- 1150: Cap al 1150 Arnau de Brescia revolta Roma contra el papat.
- 1154: Ramon V de Tolosa es casa amb la germana de Lluís VII, Constança de França.
- 1156: Neix a Sant Gèli Ramon VI.
- 1159: Pontificat del Papa Alexandre III (1159-1181)
- 1161: Reunió del Consell de Lombers condemnant el catarisme.
- 1162: Concili de Montpeller on es ratifica el Concili de Reims de 1148.
- 1162: Alfons el Cast, I de Catalunya i II d'Aragó (1162-1196). Primer rei de la Corona d'Aragó.
- 1163: Concili de Tours. S'especifica que els albigesos siguin empresonats i confiscats llurs béns.
- 1163: Foguera col·lectiva a Colònia. Ekbert de Schönau inventa la paraula catharos.
- 1165: Col·loqui "catolico-càtar" sobre el dogma.
- 1165: Conferència contradictòria entre càtars i catòlics a Lombert.
- 1167: Concili càtar a Sant Fèlix de Lauraguès, presidit per Nicetes de Constantinoble, i on s'organitza l'església càtara.
- 1172: Annexió del comtat del Rosselló a la corona d'Aragó
- 1178: Lluís VII de França i Enric II d'Anglaterra estigueren a punt de fer una croada contra els albigesos.
- 1179: Concili del Laterà III. On es fa una crida al braç secular perquè actuï de manera decidida contra l'heretgia.
- 1180: Felip August, rei de França (1180-1223)
- 1181: Ramon Berenguer IV, és assassinat en el transcurs de la guerra que enfrontava a catalans i llenguadocians amb el comte de Tolosa.
- 1181: Pontificat de Luci III (1181-1185)
- 1181: Expedició antiherètica del cardenal bisbe Enric de Marcy. Setge de Lavaur, abjuració del bisbe càtar de la regió de Tolosa.
- 1184: Concili de Verona, Luci III anatematitza els albigesos i obliga els comtes, barons, rectors i cònsols de les ciutats a actuar durament contra els heretges i llurs còmplices, i a executar els estatuts eclesiàstics i imperials. Primera etapa vers la Inquisició.
- 1184: Persecució contra els valdesos, que foren expulsats de Lió i es dispersen buscant refugi pels Alps i en terres del Llenguadoc.
- 1194: Ramon VI, comte de Tolosa (1194-1222)
- 1196: Mor Alfons el Cast.
- 1196: Pere el Catòlic, I de Catalunya i II d'Aragó (1196-1213)
- 1197: El rei Pere reuneix els bisbes catalans a Girona, on es prengueren unes mesures severíssimes contra els heretges.
- 1198: Concili de Girona, on Pere I el Catòlic fa disposicions contra els heretges. Un heretge és cremat a Nivernais.
- 1198: Pontificat d'Innocenci III (1198-1216)
- 1198: Innocenci III amenaça als càtars i als qui es neguen a perseguir-los.

## Segle XIII
- 1200: A Troia, fogueres de publicans xampanyesos.
- 1202: Mort de Joaquim de Fiore, autor de "l'Evangeli eternal".
- 1204: El dia 16 de març, Innocenci III escriu al rei de França Felip August perquè es comprometi a fer fora al comte de Tolosa de les seves terres. A Carcassona se celebra un col·loqui entre càtars, valdenesos i catòlics, convocats pel rei Pere I.
- 1204: Gilabert de Castres ordena les dames de Fanjaus. Col·loqui contradictori de Carcassona.
- 1204: Montsegur és fortificat per Ramon de Perella, senyor del lloc.
- 1204: A Braines, fogueres de publicans xampanyesos.
- 1205: Domènec de Guzmán (Sant Domenec) comença les seves prèdiques. Col·loqui entre càtars i catòlics a Servian.
- 1206: Esclarmonda, germana del comte de Foix, rep el consolamentum.
- 1206: Domènec de Guzmán s'instal·la a Fanjaus, al Llenguadoc com a predicador de la veritat entre els càtars. Col·loqui de Montreal, amb 600 perfectes a Mirapeis.
- 1207: Innocenci III torna a demanar al Rei de França que acabi amb el comte de Tolosa, acusat de protegir càtars. Però el rei no en fa cas. Col·loqui de Pàmies entre càtars, valdenesos i catòlics, amb la participació de Domingo de Guzman.
- 1208: Excomunió de Ramon VI, comte de Tolosa, pel legat papal Pere de Castellnou.
- 1208: El dia 6 de març, Cavallers tolosans maten Pere de Castellnou, i el papa demana una guerra santa contra els heretges.
- 1208: Domènec de Guzmán funda a Prouille, prop de Tolosa, una casa de monges sota la regla augustiniana.
- 1208: Neix a Montpellier, Jaume el Conqueridor; (1208-1276)
- 1209: Concili d'Avinyó.
- 1209: Simó de Montfort al cap d'un exèrcit de barons francesos, conquereixen Besiers i Carcassona. Se saquegen les terres dels Trencavell i cremen als càtars.
- 1209: El 20 de juliol, un exèrcit de croats es concentra davant de Montpeller.
- 1209: El juliol, matança de Besiers.
- 1209: L'agost, Carcassona es veu assetjada i Trencavell és empresonat, morint tres mesos més tard. Simó de Montfort passa a ser el senyor de les terres de Trencavell.
- 1209: Començament de la croada albigesa, submissió de Ramon VI, caiguda de Carcassona, mort de Ramon Roger Trencavell.
- 1209: Simó de Montfort, vescomte de Carcassona. Fraternitat de Sant Francesc d'Assís reconeguda per Innocenci III.
- 1210: Els castells de Tèrme, Aguilar i Menerba cauen en mans dels croats dirigits pel vescomte de Carcassona, Simó de Montfort.
- 1210: El castell de Cabaret a Las Tors, defensat pels germans Pere Roger i Jordà de Cabaret, és assetjat per l'exèrcit de Montfort, però no aconsegueix apoderar-se'n. No tindrà la mateixa sort Bram, que cau en mans dels francesos.
- 1210: Presa de Menerba, 140 càtars són lliurats a les flames. Presa de Tèrme.
- 1211: El març, el comte de Tolosa és excomunicat per segona vegada. Simó de Montfort assetja els castells de Lavaur i Tolosa.
- 1211: En abril moren massacrats uns 1000 croats en la batalla de Montjuèi.
- 1211: El maig, cau La Vaur, amb dràstiques conseqüències: vuitanta cavallers són penjats de la forca, llencen a la dama Guiraude al fons d'un pou i la lapiden viva, i quatre-cents perfectes (homes i dones) cremen a la foguera.
- 1211: Més de seixanta heretges són cremats a Cassès (Lauragués).
- 1212: Marmanda és assetjada.
- 1212: Pere I, participa al costat del rei de Castella, en la batalla de Las Navas de Tolosa, on hi mort el seu millor estrateg Dalmau de Creixell. Simó de Montfort conquereix l'Agenes, el Carcí i Comenge.
- 1213: L'11 de setembre, esdevé la batalla de Muret, on Montfort va guanyar als exèrcits del comte de Tolosa i del seu senyor Pere I el Catòlic rei de Catalunya i Aragó..
- 1213: El 13 de setembre, mor Pere I el Catòlic a Muret.
- 1213: Simó de Montfort, és obligat per Innocenci III a lliurar l'infant Jaume I als seus súbdits.
- 1214: La filla de Bernard de Casnac hauria estat cremada viva al castell de Montfort.
- 1214: El cap de la croada albigesa, Simó de Montfort, pren el castell de Castelnaud i hi instal·la una guarnició.
- 1214: El comte català Ramon de Josa, abjura de l'heretgia, davant del legat del papa, Pere de Benevento.
- 1215: França s'apodera de Tolosa. Ramon VI i el seu fill s'escapen i es refugien a la Provença, on són rebuts en homenatge pels senyors d'aquestes terres. Beucaire és assetjat, però els del castell guanyen la batalla. El príncep Lluís de França visita el Llenguadoc, acompanyat per Simó de Montfort. En el concili del Laterà IV (14 de desembre) s'acordà que els territoris dels Comtes de Tolosa passin a ser de Simó de Montfort.
- 1215: Bernard de Casnac, aconsegueix reprendre el castell de Castelnaud; fa penjar tota la guarnició de Montfort, abans de ser caçat definitivament ell mateix per l'arquebisbe de Bordeus que crema el castell.
- 1216: Domènec de Guzmán estableix a Tolosa la primera seu dels dominics. S'oficialitzen els ordes mendicants.
- 1216: P. Mariana sosté que havien arribat les doctrines maniquees a la ciutat de Lleó.
- 1216: Mor el Papa Innocenci III.
- 1216: Pontificat d'Honori III (1216-1227). Ramon VI i el seu fill comencen la guerra d'alliberació.
- 1217: El 13 de setembre mor Simó de Montfort. Ramon VI i Ramon VII reconquereixen el Llenguadoc.
- 1218: Simó de Montfort mort assetjant Tolosa.
- 1219: Amalric de Montfort, fill de Simó, va posar setge a Marmanda, que fou incendiada i on hi moririen unes cinc mil persones.
- 1219: Croada del príncep Lluís, matança a Marmande.
- 1220: Duran d'Osca escriu el "Liber Contra Manicheos".
- 1221: Mor el 6 d'agost Domènec de Guzmán.
- 1221: Mor Ramon VI.
- 1221: Ramon VII, comte de Tolosa (1222-1249).
- 1222: Ramon VII comença a construir la fortificació de Còrdas d'Albigés
- 1223: Concili de Tolosa. Mor el senyor de Foix Ramon Roger, i el rei de França, Felip August.
- 1223: Lluís VIII, rei de França (1223-1226)
- 1224: Ramon Trencavell II torna a conquerir Carcassona.
- 1224: Amalric, hereu de Simó de Montfort, abandona el llenguadoc i fa cessió de les seves terres al rei de França.
- 1224: De 1224 a 1229, Cabares esdevé plaça forta dels "faidits" i de l'església del Carcassès.
- 1225: Es té constància un taller de teixidors càtars a Còrdas d'Albigés.
- 1226: El Rei de França Lluís VIII fa una altra croada.
- 1226: Cremada de Pere Isarn, bisbe de Carcassès, davant Lluís VIII a Caunes-Menerbès. Mor del rei francès a Montpeller.
- 1226: Lluís IX, rei de França (1226-1270)
- 1226: Concili càtar de Pieusse, on s'acorda de crear el bisbat del Rasès.
- 1226: Mor de Sant Francesc d'Assís. Matança de Labécède duta a terme per Humbert de Beaujeu.
- 1229: Pontificat de Gregori IX (1229-1242)Missió preinquisitorial de Marburg a Alemanya.
- 1229: Se signa el tractat de Meaux, entre el rei frances i Ramon VII, que es compromet a: purgar la seva regió de l'heretgia, privar als heretges dels seus béns i excloure'ls dels càrrecs públics, guardar fidelitat al rei i donar-li els territoris de Nimes, Bellcaire (Gard), Besiers i Carcassona, entregar la seva filla Joana en matrimoni al comte de Potiers, germà de Lluís IX.
- 1229: Pel que fa a Catalunya, el rei Jaume I, comença l'expansió mediterrània de la corona d'Aragó, amb la conquesta de l'illa de Mallorca (1229-1230). Creació de la Universitat de Tolosa, que és confiada als germans predicadors.
- 1232: A petició de Gilabert de Castres, Montsegur esdevé seu de l'església càtara.
- 1233: Es crea la Inquisició, confiada als dominics i els franciscans.
- 1233: Farts de les envestides dels inquisidors, a Còrdas d'Albigés es revolten i en tiren tres en un pou.
- 1234: Jaume I promulga una constitució contra els heretges.
- 1235: Primers aixecaments contra la Inquisició a Albí, Narbona i Tolosa.
- 1236: Final de la regència de Blanca de Castella.
- 1237: Una enquesta efectuada al Llenguadoc, ens descobreix un seguit de nobles càtars exiliats a Catalunya.
- 1238: La ciutat de València es rendeix a Jaume I.
- 1239: A Mont-Aime (Xampanya) cremen 183 càtars.
- 1240: Revolta dels faidits. Reagrupats sota la bandera dels Trencavell, Ramon Trencavell II i els faidits del Carcassès intenten recuperar Carcassona, però Lluís IX envia un exèrcit per a impedir-ho.
- 1240: El 16 de novembre, els croats ocupen Perapertusa.
- 1241: Cinquanta càtars moren a la foguera de Lavaur.
- 1242: Concili de Tarragona contra l'heretgia valdesa.
- 1242: El maig, un grup de cavallers de Montsegur, viatgen a Avinhonet de Lauragués on posen fi a la vida d'uns quants inquisidors, sent el senyal de guerra de Ramon VII. Tot seguit és excomunicat.
- 1242: Pontificat d'Innocenci IV (1242-1254)
- 1243: Un any després, el maig, l'exèrcit francès comandat per Hugues del Arcis (Senescal de Carcassona) i Pierre Amiel (Arquebisbe de Narbona) posen en setge el castell de Montsegur.
- 1243: Capitulació de Ramon VII a Lorris.
- 1244: El 2 de març de 1244, capitulació de Montsegur, Pere Roger de Mirapeis negocia una treva de quinze dies, amb el cap dels croats Hugues del Arcis. El 13 de març, vint creients demanen rebre el consolament. El dimecres 16 de març, 220 heretges són cremats al peu del "pog" de Montsegur.
- 1245: 1245-1247; gran investigació inquisitorial duta a terme per Bernat de Caux i Joan de Sant Pere al Lauragués. L'Església càtara és desmantellada i la seva jerarquia fuig cap a la Llombardia.
- 1249: Joana de Tolosa i Aragó es casa amb Alfons de Poitiers.
- 1249: Vuitanta creients càtars són cremats a Agen.
- 1249: Mort de Ramon VII sense descendència masculina; Alfons de Poitiers, germà de Lluís IX, el succeeix.
- 1252: Innocenci IV introdueix la tortura en els interrogatoris de la inquisició.
- 1254: Pontificat d'Alexandre IV (1254-1261)
- 1255: Un dia de maig, Querbús cau en mans dels croats.
- 1255: Chabèrt de Barbaira torna Querbús, amb la intervenció de Tèrme.
- 1257: Càtars lleidatans són condemnats a pagar al rei Jaume I, la suma de 2.000 morabatins alfonsins, per obtenir la remissió dels delictes descoberts per la inquisició.
- 1258: Signatura del tractat de Corbeil entre Jaume I i Lluís IX, el rei català renuncia a les terres occitanes i el rei francès renuncia als possibles drets de les terres catalanes.
- 1258: L'11 de gener de 1258, els inquisidors fra Pere de Tèrme i fra Pere de Cadireta, condemnaren pòstumament Ramon de Josa i sentenciaren que els seus ossos fossin exhumats del cementiri dels fidels i rebutjats de la sepultura eclesiàstica.
- 1261: Pontificat d'Urbà IV (1261-1264
- 1262: De 1262 a 1283, Guillem Pagès, de tornada de Llombardia, predica pel Carcassès i pel Cabardès.
- 1265: Pontificat de Climent IV (1265-1268).
- 1269: El novembre de 1269, Pere de Cadireta i Guillem de Calonge, frares inquisidors de Catalunya, desenterren els ossos dels Castellbò, -Arnau de Castellbò i la seva filla Ermessenda de Castellbò, comtessa de Foix-, i els fan cremar per heretges.
- 1270: Mor Sant Lluís.
- 1270: Felip III, rei de França (1270-1285). Alfons de Poitiers i Joana de Tolosa i Aragó moren sense descendència.
- 1271: Pontificat de Gregori X (1271-1276).
- 1271: La corona de França hereta el comtat de Tolosa. Batuda a Sirmione (nord d'Itàlia).
- 1276: Mor Jaume I el Conqueridor.
- 1276: Pere el Gran, II de Barcelona i III d'Aragó (1276-1285)
- 1278: 200 càtars són cremats a la Verona.
- 1280: De 1280 a 1285, procediments irregulars i complot contra els arxius de la Inquisició de Carcassona.
- 1285: Felip IV el Bell, rei de França (1285-1314)
- 1294: Pontificat de Celestí V (agost-setembre). Pontificat de Bonifaci VIII (1294-1303), papa espiritual.
- 1295: Pere i Guillem Autier marxen cap a Llombardia. Bernat Deliciós i la ràbia carcassonesa.
- 1305: Pontificat de Climent V (1305-1314)
- 1305: Bernat Gui, inquisidor de Carcassona.

## Segle XIV
- 1307: Desmantellament de l'Església dels germans Autier.
- 1309: El darrer perfecte occità conegut Guillem Bélibaste, arriba a Catalunya per la Fenolleda i les Alberes, fora de l'abast de la Inquisició de Tolosa o de Carcassona, i s'estableix en primer lloc a Torroella de Montgrí i més tard a la zona entre entre Tortosa i Morella.
- 1321: Guillem de Belibasta crema a la foguera de Vilaroja de Termenés, és l'últim perfecte del que se'n té coneixement.
- 1329: Darrera foguera de càtars a Carcassona (3 creients).
- 1375: Redacció d'un darrer ritual càtar en occità.